# Candelaria (Zambales)
Pour les articles homonymes, voir Candelaria.
Candelaria est une ville de 3e classe située dans la province de Zambales aux Philippines. Selon le recensement de 2010 elle est peuplée de 25 020 habitants.

## Barangays
Candelaria est divisée en 16 barangays.

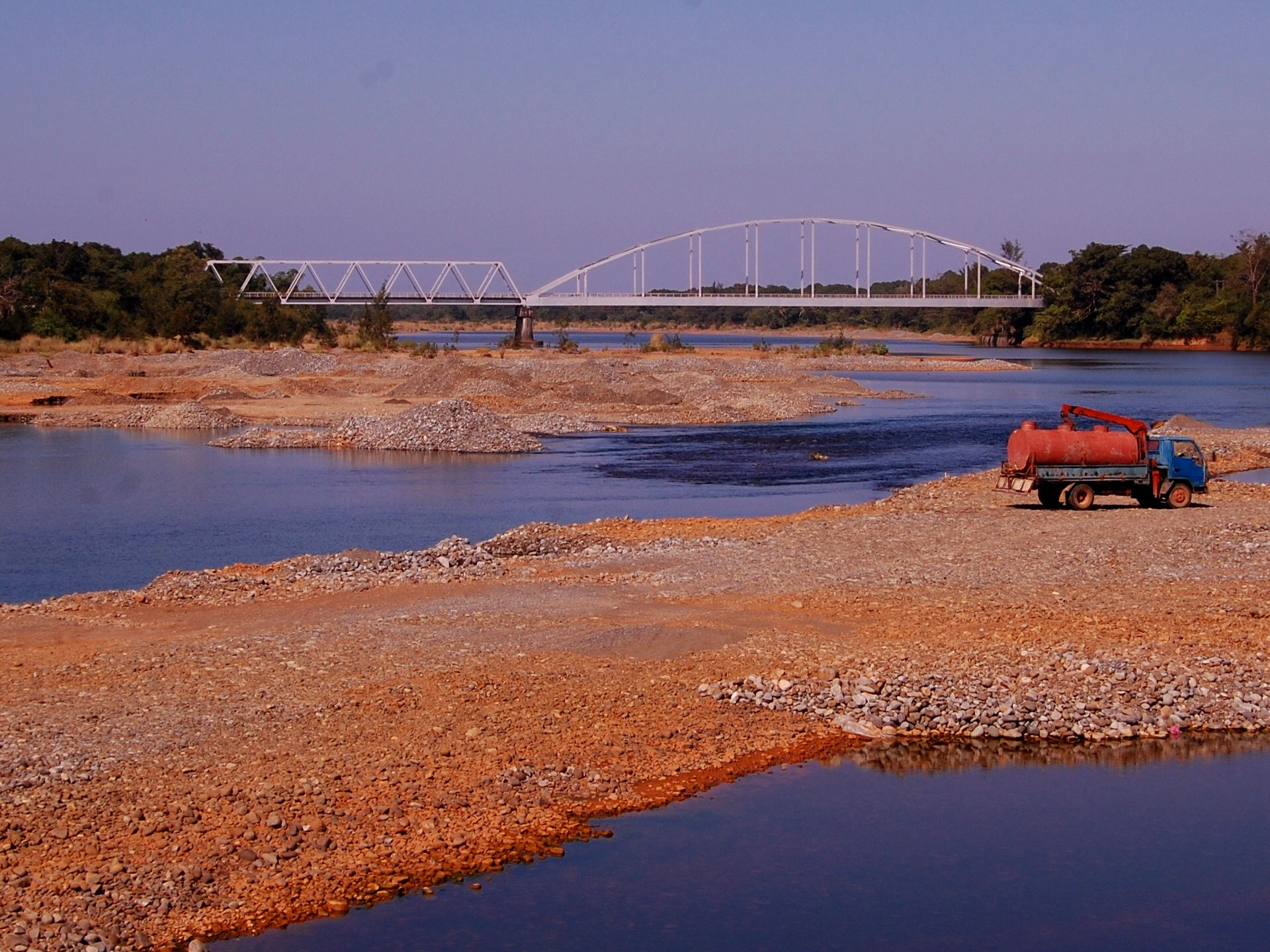
Pont de Candelaria

- Babancal
- Binabalian
- Catol
- Dampay
- Lauis
- Liberator
- Malabon
- Malimanga
- Pamibian
- Panayonan
- Pinagrealan
- Poblacion
- Sinabacan
- Taposo
- Uacon
- Yamot

## Démographie
| Année | Habitants | Évolution |
| ----- | --------- | --------- |
| 1995  | 20 201    | -         |
| 2000  | 23 399    | 15,83 %   |
| 2007  | 24 243    | 3,61 %    |
| 2010  | 25 020    | 3,21 %    |